# 영주 순흥 어숙묘
영주 순흥 어숙묘(榮州 順興 於宿墓)는 대한민국 경상북도 영주시 순흥면 태장리, 비봉산 서남 남사면에 있는 신라의 벽화무덤이다. 1974년 12월 6일 대한민국의 사적 제238호로 지정되었다.

## 개요
비봉산 서남 남사면에 있는 신라의 벽화무덤으로 1971년 이화여자대학교 박물관에서 조사하였다. 흙을 쌓아 올린 원형 봉토무덤으로 지름은 16m이며 파손이 심하여 높이는 확인할 수 없다. 봉토 아래쪽에는 자연석을 이용하여 둘레돌을 돌렸다. 내부는 널방(현실)과 널길(연도)이 있는 굴식돌방무덤(횡혈식석실묘)이다.
현실의 4곳의 벽과 천장 표면에는 석회를 바르고 벽화를 그렸으며, 바닥에는 널을 올려놓는 넓은 널받침을 설치하였다. 서쪽 벽 위에는 도굴로 인해 흙이 밑에 쌓여 있었고, 유물은 남은 것이 하나도 없었다. 널방은 돌로 문짝을 세워 닫았으며, 널길 입구에는 막돌을 쌓아 막았다.
그림은 무덤 전반에 걸쳐 그려졌으나 자연적인 습기 등으로 파괴되고 널길천장과 문짝에만 벽화가 남아있는데 모두 석회를 바르고 그 위에 그림을 그렸다. 천장에는 대형 연꽃무늬 1개가 그려져 있는데 붉은색 한가지로만 연꽃을 그린 것이 특색이다.
돌로 만든 문짝의 바깥쪽에는 인물상으로 보이는 그림이 전면에 그려 있으나 거의 형체를 알아볼 수 없으며, 문짝의 안쪽에는 ‘을묘년어숙지술간’이란 글을 새겼다. 을묘년은 연꽃무늬로 보아 법흥왕 불교 공인 이후인 6세기말의 진평왕 17년(595)년으로 추정되며, 어숙은 사람 이름으로 고구려계이다. 술간은 신라의 관직명으로 6세기경 이 지방이 고구려와 신라의 경계지역이라는 독특한 상황에서 나타난 것으로 보인다.
순흥 벽화무덤과 함께 신라 영역에서 발견된 벽화무덤이라는 점과 이름이 있는 신라 유일의 무덤이라는 점에서 중요한 자료가 된다. 특히 연꽃무늬와 어숙이라는 사람 이름이 고구려계로 추측되어, 이 지역이 고구려와 신라의 통로였을 가능성을 보여준다.

## 참고 자료
- 영주 순흥 어숙묘 - 국가유산청 국가유산포털